# وایومینگ سیتی (ویرجینیای غربی)
وایومینگ (به انگلیسی: Wyoming City) یک منطقهٔ مسکونی در ایالات متحده آمریکا است که در شهرستان مک‌داول، ویرجینیای غربی واقع شده‌است. وایومینگ ۲۸۲٫۸۶ متر بالاتر از سطح دریا واقع شده‌است.